# Associazione Calcio Novara 1960-1961
Questa voce raccoglie le informazioni riguardanti l'Associazione Calcio Novara  nelle competizioni ufficiali della stagione 1960-1961.

## Rosa
| N. |                   | Ruolo | Calciatore              |
| -- | ----------------- | ----- | ----------------------- |
|    | Italia (bandiera) | C     | Ambrogio Baira          |
|    | Italia (bandiera) | P     | Alberto Baroni          |
|    | Italia (bandiera) | A     | Enrico Bramati          |
|    | Italia (bandiera) | A     | Bruno Canto             |
|    | Italia (bandiera) | C     | Secondo Donino          |
|    | Italia (bandiera) | C     | Giambattista Galimberti |
|    | Italia (bandiera) | P     | Fausto Lena             |
|    | Italia (bandiera) | A     | Adriano Manzino         |
|    | Italia (bandiera) | A     | Norberto Mascheroni     |
|    | Italia (bandiera) | A     | Paolo Mentani           |
|    | Italia (bandiera) | D     | Giorgio Miazza          |

| N. |                   | Ruolo | Calciatore           |
| -- | ----------------- | ----- | -------------------- |
|    | Italia (bandiera) | C     | Gianmario Micheletti |
|    | Italia (bandiera) | C     | Gianni Molinari      |
|    | Italia (bandiera) | P     | Cesare Rusconi       |
|    | Italia (bandiera) | C     | Giovanni Sanna       |
|    | Italia (bandiera) | D     | Carlo Scaccabarozzi  |
|    | Italia (bandiera) | D     | Carlo Soldo          |
|    | Italia (bandiera) | C     | Celestino Testa      |
|    | Italia (bandiera) | D     | Giovanni Udovicich   |
|    | Italia (bandiera) | D     | Diego Zanetti        |
|    | Italia (bandiera) | C     | Pierluigi Zeno       |

## Risultati

### Serie B

#### Girone di andata
| 25 settembre 1960 1ª giornata | Novara | 2 – 0 | Reggiana |  |

| 2 ottobre 1960 2ª giornata | Catanzaro | 2 – 0 | Novara |  |

| 9 ottobre 1960 3ª giornata | Palermo | 0 – 0 | Novara |  |

| 16 ottobre 1960 4ª giornata | Novara | 1 – 0 | Brescia |  |

| 23 ottobre 1960 5ª giornata | Novara | 2 – 1 | Foggia & Incedit |  |

| 30 ottobre 1960 6ª giornata | Verona | 0 – 0 | Novara |  |

| 6 novembre 1960 7ª giornata | Novara | 0 – 0 | Simmenthal-Monza |  |

| 13 novembre 1960 8ª giornata | Prato | 3 – 0 | Novara |  |

| 20 novembre 1960 9ª giornata | Novara | 2 – 1 | Marzotto Valdagno |  |

| 27 novembre 1960 10ª giornata | Genoa | 1 – 0 | Novara |  |

| 4 dicembre 1960 11ª giornata | Novara | 1 – 0 | Parma |  |

| 11 dicembre 1960 12ª giornata | Alessandria | 4 – 1 | Novara |  |

| 18 dicembre 1960 13ª giornata | Novara | 1 – 0 | Como |  |

| 25 dicembre 1960 14ª giornata | Venezia | 2 – 1 | Novara |  |

| 1º gennaio 1961 15ª giornata | Sambenedettese | 2 – 1 | Novara |  |

| 8 gennaio 1961 16ª giornata | Novara | 0 – 0 | Ozo Mantova |  |

| 15 gennaio 1961 17ª giornata | Pro Patria | 0 – 0 | Novara |  |

| 22 gennaio 1961 18ª giornata | Novara | 0 – 0 | Triestina |  |

| 29 gennaio 1961 19ª giornata | Novara | 3 – 1 | Messina |  |

#### Girone di ritorno
| 5 febbraio 1961 20ª giornata | Reggiana | 4 – 1 | Novara |  |

| 12 febbraio 1961 21ª giornata | Novara | 3 – 1 | Catanzaro |  |

| 19 febbraio 1961 22ª giornata | Novara | 2 – 0 | Palermo |  |

| 26 febbraio 1961 23ª giornata | Brescia | 8 – 0 | Novara |  |

| 5 marzo 1961 24ª giornata | Foggia & Incedit | 0 – 0 | Novara |  |

| 12 marzo 1961 25ª giornata | Novara | 0 – 0 | Verona |  |

| 19 marzo 1961 26ª giornata | Simmenthal-Monza | 3 – 0 | Novara |  |

| 26 marzo 1961 27ª giornata | Novara | 4 – 1 | Prato |  |

| 2 aprile 1961 28ª giornata | Marzotto Valdagno | 2 – 2 | Novara |  |

| 9 aprile 1961 29ª giornata | Novara | 0 – 4 | Genoa |  |

| 16 aprile 1961 30ª giornata | Parma | 1 – 0 | Novara |  |

| 23 aprile 1961 31ª giornata | Novara | 1 – 1 | Alessandria |  |

| 30 aprile 1961 32ª giornata | Como | 2 – 1 | Novara |  |

| 7 maggio 1961 33ª giornata | Novara | 0 – 2 | Venezia |  |

| 11 maggio 1961 34ª giornata | Novara | 0 – 1 | Sambenedettese |  |

| 14 maggio 1961 35ª giornata | Ozo Mantova | 1 – 0 | Novara |  |

| 21 maggio 1961 36ª giornata | Novara | 1 – 0 | Pro Patria |  |

| 28 maggio 1961 37ª giornata | Triestina | 2 – 0 | Novara |  |

| 4 giugno 1961 38ª giornata | Messina | 1 – 1 | Novara |  |

## Statistiche

### Statistiche di squadra
| Competizione | Punti | In casa | In casa | In casa | In casa | In casa | In casa | In trasferta | In trasferta | In trasferta | In trasferta | In trasferta | In trasferta | Totale | Totale | Totale | Totale | Totale | Totale | DR  |
| Competizione | Punti | G       | V       | N       | P       | Gf      | Gs      | G            | V            | N            | P            | Gf           | Gs           | G      | V      | N      | P      | Gf     | Gs     | DR  |
| ------------ | ----- | ------- | ------- | ------- | ------- | ------- | ------- | ------------ | ------------ | ------------ | ------------ | ------------ | ------------ | ------ | ------ | ------ | ------ | ------ | ------ | --- |
| Serie B      | 33    | 19      | 11      | 5       | 3       | 23      | 13      | 19           | 0            | 6            | 13           | 8            | 38           | 38     | 11     | 11     | 16     | 31     | 51     | -20 |
| Coppa Italia |       | -       | -       | -       | -       | -       | -       | 1            | 0            | 0            | 1            | 0            | 5            | 1      | 0      | 0      | 1      | 0      | 5      | -5  |
| Totale       |       | 19      | 11      | 5       | 3       | 23      | 13      | 20           | 0            | 6            | 14           | 8            | 43           | 39     | 11     | 11     | 17     | 31     | 56     | -25 |

### Statistiche dei giocatori
| Giocatore        | Serie B  | Serie B | Coppa Italia | Coppa Italia | Totale   | Totale |
| Giocatore        | Presenze | Reti    | Presenze     | Reti         | Presenze | Reti   |
| ---------------- | -------- | ------- | ------------ | ------------ | -------- | ------ |
| A. Baira         | 34       | 1       | 1            | 0            | 35       | 1      |
| A. Baroni        | 1        | -1      | 1            | -2           | 2        | -3     |
| E. Bramati       | 19       | 1       | -            | -            | 19       | 1      |
| B. Canto         | 10       | 3       | -            | -            | 10       | 3      |
| S. Donino        | 27       | 1       | 1            | 0            | 28       | 1      |
| G. Galimberti    | 24       | 1       | 1            | 0            | 25       | 1      |
| F. Lena          | 37       | -50     | 1            | -3           | 38       | -53    |
| A. Manzino       | 24       | 2       | 1            | 0            | 25       | 2      |
| N. Mascheroni    | 6        | 1       | 1            | 0            | 7        | 1      |
| P. Mentani       | 29       | 14      | 1            | 0            | 30       | 14     |
| G. Miazza        | 5        | 0       | -            | -            | 5        | 0      |
| G. Micheletti    | 2        | 0       | -            | -            | 2        | 0      |
| G. Molinari      | 10       | 0       | -            | -            | 10       | 0      |
| C. Rusconi       | 7        | 0       | 1            | 0            | 8        | 0      |
| G. Sanna         | 27       | 2       | -            | -            | 27       | 2      |
| C. Scaccabarozzi | 33       | 2       | 1            | 0            | 34       | 2      |
| C. Soldo         | 2        | 0       | -            | -            | 2        | 0      |
| C. Testa         | 15       | 0       | -            | -            | 15       | 0      |
| G. Udovicich     | 34       | 0       | 1            | 0            | 35       | 0      |
| D. Zanetti       | 38       | 2       | 1            | 0            | 39       | 2      |
| P. Zeno          | 34       | 0       | 1            | 0            | 35       | 0      |